# Lista dos governadores de Safim
Abaixo está uma lista dos governadores da cidade de Safim .

## Capitães
| #  | Retrato | Nome                                                 | Início de mandato    | Fim de mandato       | Notas | Soberano |
| -- | ------- | ---------------------------------------------------- | -------------------- | -------------------- | ----- | -------- |
|    |         | Sem administração                                    | 1488                 | 1506                 |       |          |
| 1º |         | Diogo de Azambuja (1432–1518)                        | 1508                 | 1509                 |       |          |
| 2º |         | Pedro de Azevedo (????–????)                         | 1509                 | 1510                 |       |          |
| 3º |         | Nuno Fernandes de Ataíde (???–????)                  | 17 de abril de 1510  | 19 de maio 1516      |       |          |
| ?º |         | Nuno Gato (????–????) (Interino)                     | 1516                 |                      |       |          |
| ?º |         | Nuno Mascarenhas (????–????)                         | 1516                 | 1520                 |       |          |
| ?º |         | Francisco Lopes Girão (????–????) (1ª vez) (atuando) | 1520                 | 1522                 |       |          |
| ?º |         | Gonçalo Mendes Sacoto (????–????)                    | 1522                 | 9 de outubro de 1525 |       |          |
| ?º |         | Garcia de Melo (????–????)                           | 9 de outubro de 1525 | 1529                 |       |          |
| ?º |         | Francisco Lopes Girão (????–????) (2ª vez) (atuando) | 1529                 | 1534                 |       |          |
| ?º |         | Luís de Loureiro (????–1553) (1ª vez)                | março de 1534        | maio de 1534         |       |          |
| ?º |         | Garcia de Noronha (1479–1540)                        | maio de 1534         | setembro de 1534     |       |          |
| ?º |         | Jorge de Noronha (????–????)                         | setembro de 1534     | 1535                 |       |          |
| ?º |         | Rodrigo de Castro (????–????)                        | 1535                 | 1541                 |       |          |
| ?º |         | Luís de Loureiro (????–1553) (2ª vez)                | 1541                 | 1542                 |       |          |